# Giulio Battelli
 (septembre 2023).
Le contenu est difficilement compréhensible vu les erreurs de traduction, qui sont peut-être dues à l'utilisation d'un logiciel de traduction automatique.
Giulio Battelli né à Rome le 11 avril 1904 et mort dans la même ville le 10 mars 2005 est un archiviste, paléographe et enseignant italien.

## Biographie
Giulio Battelli est le fils d'Alfonso et de Maria Bartoli - sœur de l'archéologue Alfonso Bartoli qui épousa Pia Carini, la dernière fille de Giacinto Carini et la sœur d'Isidoro Carini, prêtre, paléographe et premier enseignant de l'École vaticane de paléographie, de diplomatique et d'archivistique. La famille Battelli habitait dans la vieille Rome, à via del Governo Vecchio.
Il est diplômé en 1928 en littérature italienne à l'Université de Rome « La Sapienza » avec Pietro Fedele, qui lui transmit l'intérêt pour l'étude des sources et de la paléographie. Il fréquenta en même temps l'École vaticane de paléographie diplomatique et archivistique et en obtint le diplôme en 1925.
Le 21 décembre 1931 mourut le franciscain et paléographe Bruno Katterbach (it) et Angelo Mercati, en ce temps-là préfet des Archives secrètes du Vatican, en accord avec le cardinal Franz Ehrle demanda à Battelli - qui depuis 1927 était « scriptor » de ces Archives - de remplacer Katterbach dans l'enseignement des disciplines que le franciscain avait enseignées à l'École vaticane de paléographie et diplomatique, permettant ainsi de mener à terme l'année scolaire. Dans son autobiographie Giulio Battelli a rappelé cette période de sa vie. De 1932 à 1978, avec une interruption pendant les années de la guerre, lorsque l’enseignement a été suspendu, Giulio Battelli a enseigné dans cette école et à la mort Angelo Mercati en a eu aussi la direction.

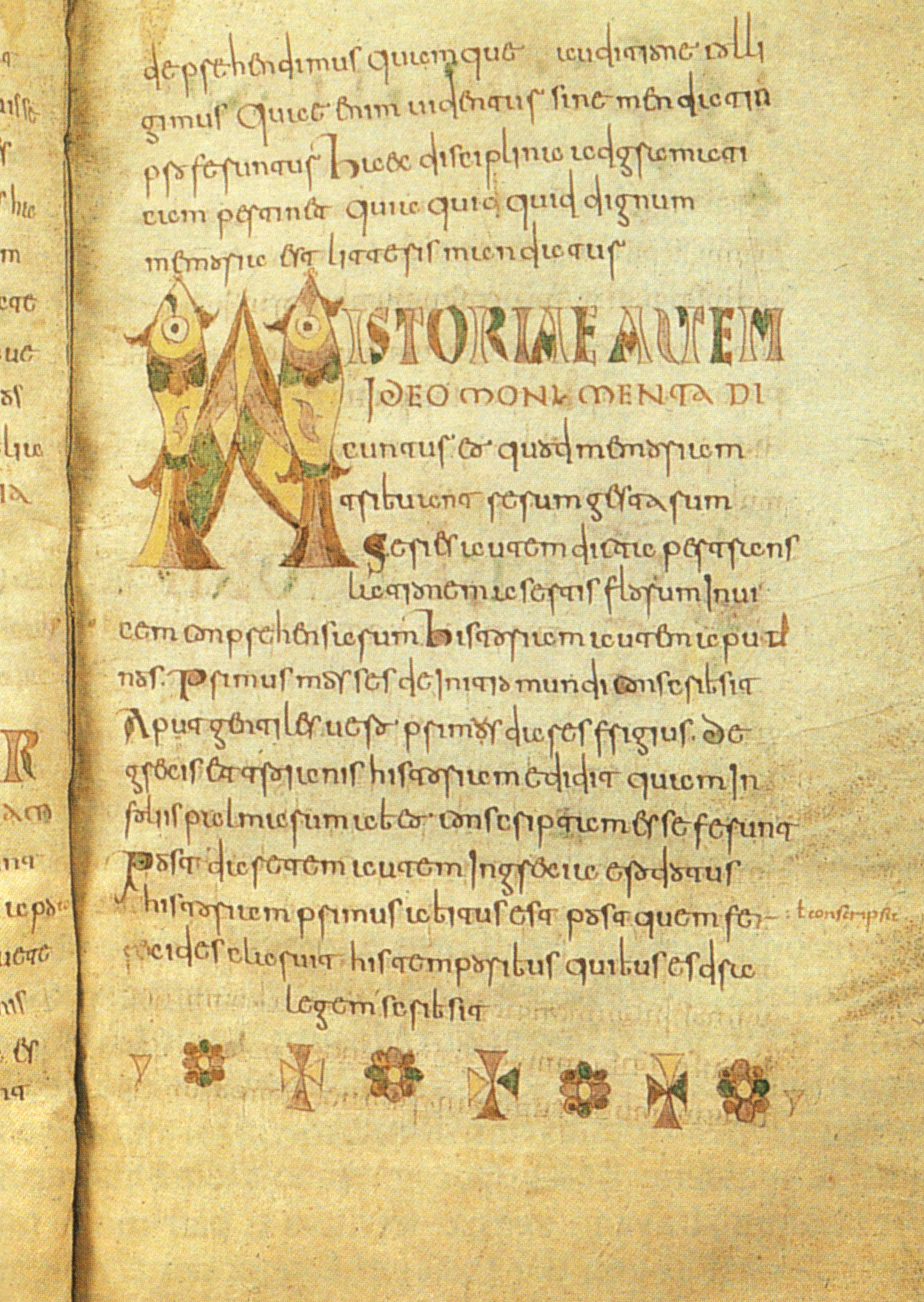
Manuscrit MS4856 des Étymologies d'Isidore de Séville en écriture onciale (fin du VIIIe siècle, Bibl. Royale Albert Ier, Bruxelles)

### Pendant la guerre
En 1942 Angelo Mercati et son frère, le cardinal Giovanni Mercati, ont organisé un recensement des archives et des anciennes bibliothèques ecclésiastiques du Lazio méridional, en prévision de possibles dommages et soustractions, en période de guerre. Entre 1943 et 1945, avec une partie du personnel des Archives secrètes et de la Bibliothèque apostolique vaticane, on œuvra au sauvetage de ces archives et de ces bibliothèques (en particulier des codes de Abbaye de Montecassino qui furent conservés à Castel Sant'Angelo. Battelli était une des personnes, envoyés par le Vatican, pour sauver le patrimoine archivistique, bibliographique et artistique du Lazio.

### Enseignement, publications
Il a enseignait les disciplines d'archivistique, de paléographie et de diplomatique à l'Université du Latran, de 1933 à 1967; à l'Université de Rome « La Sapienza », de 1965 à 1968; à l'Université de Macerata, de 1970 à 1975. En 1965-1966, il a été chargé de l'enseignement de la codicologie à l'École spéciale pour archivistes et bibliothécaires de l'Université de Rome. Il a également enseigné au Pontifical Institutum utriusque iuris.
Parmi ses publications, les Lezioni di paleografia - qui ont été réimprimées à plusieurs reprises - et les curatelles des Umbrae codicum occidentalium sub auspiciis societatis codicum Mediaevalium studiis promovendis (9 vol., Amsterdam, 1960-1966) et du Schedario Baumgarten (4 vol., Archives secrètes du Vatican, 1965-1986, dont Battelli a publié les premiers deux volumes).
De 1976 à 1984, il a été président de la Società romana di storia patria. Il a été membre d'académies et d'instituts, parmi lesquels l'Istituto nazionale di studi romani, le Centro italiano di studi sull'alto medioevo, l'Istituto storico italiano per il Medio Evo, la Députation d'histoire patrie pour l'Ombrie, la Délégation d'histoire patrie pour les Marches, l'Académie pontificale romaine d'archéologie, l'Association archivistique ecclésiastique, la Commission internationale de diplomatique, le Comité international de paléographie latine, le Gruppo dei Romanisti, l'Associazione nazionale archivistica italiana et les Amici dei musei di Roma.
Il a été associé à institutions étrangères, dont British School at Rome, Monumenta Germaniae Historica de Munich, Instituts für Österreichische Geschichtsforschung et École française de Rome. Il a collaboré, avec rédaction d'articles, à l'Enciclopedia cattolica (it) et au Dizionario biografico degli Italiani.
Après la guerre, une maladie grave aux yeux lui provoca une déficience visuelle (malvoyance). En 1996, il a reçu du maire de Rome, Francesco Rutelli, le prix «Cultori di Roma».

## Œuvres

### Livres
- (la) Acta Pontificum. Exempla scripturarum edita consilio et opera procuratorum Bibliothecae et tabularii Vaticani, fasc. III, Cité du Vatican, apud Bibliothecam Vaticanam, 1933, rééditions 1965 et 1982.
- (it) Lezioni di paleografia, a cura della Pontificia Scuola Vaticana di Paleografia e Diplomatica, Cité du Vatican, Biblioteca apostolica vaticana, 1936,  rééditions  1939, 1949, 1964, 1066, 1978, 1981, 1986, 1991 et 1997.
- (it) Annotationes ad "Statuto della Scuola vaticana di paleografia e diplomatica eretta presso l'Archivio vaticano", Rome, 1954.
- (it) Scritti scelti: codici, documenti, archivi, Rome, Multigrafica, 1975.

### Articles sur périodiques et mélanges
- (de) « Bruno Katterbach », Archivalische Zeitschrift, Munchen, Ackermann, no 8,‎ 1932, p. 309-310.
- (it) « La "pecia" e la critica del testo dei manoscritti universitari medioevali », Bullettino dell'Istituto storico italiano e Archivio muratoriano, Rome, Istituto storico italiano, vol. XCIII, no 2,‎ 1935.
- (it) « Bibliografia di Angelo Mercati », Omaggio a Mons. Angelo Mercati, Prefetto dell'Archivio Segreto Vaticano, nel LXX compleanno, con l'indice bibliografico dei suoi scritti, Cité du vatican, Archivio segreto vaticano,‎ 1940, p. 21-37.
- (it) « Una supplica e una minuta di Papa Nicolò III », Quellen und Forschungen aus italienischen Archiven und Bibliotheken, Rome, E. Loesche, vol. XXXIII,‎ 1942, p. 33-50.
- (it) « Il comune di Ferentino e i francescani nei secoli XIII e XIV », Archivio della R. Deputazione Romana di Storia patria, Rome, nella sede della Deputazione, vol. IV,‎ 1944, p. 361-369.
- (it) « Una supplica originale "per fiat" di Urbano V. Contributo alla storia della Cancelleria Pontificia nel sec. XIV », Scritti di Paleografia e Diplomatica in onore di Vincenzo Federici, Florence, Olschki,‎ 1944, p. 275-292.
- (it) « L'Archivio Segreto Vaticano », Il Vaticano nel 1944, Rome, Stabilimento AGIR arti grafiche italiane,‎ 1944, p. 171-174.
- (it) « Per la tutela del patrimonio storico e archivistico », Ecclesia /a cura dell'Ufficio informazioni Citta del Vaticano, Cité du Vatican, Tipografia Poliglotta Vaticana, vol. IV,‎ 1945, p. 118-121.
- (it) « Il lezionario di S. Sofia di Benevento », Miscellanea Giovanni Mercati, Citè du Vatican, Biblioteca Apostolica Vaticana, vol. VI, Paleografia - Bibliografia,‎ 1946, p. 282-291.
- (it) « Rationes decimarum Italiae nei secoli XIII e XIV », Rivista di storia della Chiesa in Italia, Rome, Istituto Grafico Tiberino, vol. I,‎ 1947, p. 447-455.
- (la) « De quodam “exemplari” Parisino Apparatus Decretorum », Apollinaris : commentarium juridico-canonicum, Rome, Pontificia università lateranense-Mursia, vol. XXI,‎ 1948, p. 135-145.
- (it) « Il Primo Congresso degli archivisti italiani ed il centenario di Luigi Fumi (cronaca del Congresso, Orvieto, 23-24 ottobre 1949) », Rivista di storia della Chiesa in Italia, Rome, Istituto Grafico Tiberino, vol. III,‎ 1949, p. 285-286.
- (it) « Il più antico calendario di Nonantola », Atti e memorie della Deputazione di storia patria per le antiche provincie modenesi, Modène, Aedes Muratoriana, vol. IX, no 5,‎ 1953, p. 290-310.
- (it) « La scuola di archivistica presso l'archivio segreto Vaticano », Archivum, revue internationale des archives, Paris, vol. 13,‎ 1953, p. 45-49.
- (it) « I Transunti di Lione del 1245 », Mitteilungen des Instituts für Österreichische Geschichtsforschung, Vienne, Mitteilungen des Instituts für Österreichische Geschichtsforschung, no 62,‎ 1954, p. 336-364.
- (it) « Registri delle suppliche e dei decreti di mons. Landriani e del card. Sega nunzi in Francia (1591-1594) », Mélanges offerts par ses confrères étrangers à Charles Braibant, Bruxelles, Comité des Mélanges Braibant,‎ 1959.
- (it) « Il corso di archivista presso l'Archivio Segreto Vaticano: Comunicazione », Bollettino della Badia greca di Grottaferrata, Cité du Vatican, vol. 5-6,‎ 1962-1963, p. 156-158.
- (it) « Gli antichi codici di San Pietro di Perugia », Bollettino della Deputazione di storia patria per l'Umbria, Città di Castello, Arti Grafiche, vol. 64, no 2,‎ 1968, p. 243-266.
- (it) « Le raccolte documentarie del card. Albornoz sulla pacificazione delle terre della Chiesa », El Cardenal Albornoz y el Colegio de España, I, Bolonia (ES), no Studia Albornotiana, XI,‎ 1972, p. 521-567.
- (it) « "Gratiae rotulares" originali dell'antipapa Benedetto XIII », Römische Kurie. Kirchliche Finanzen. Vatikanisches Archiv. Studien zu Ehren von Hermann Hoberg, I, Rome, no Miscellanea Historiae Pontificiae 45,‎ 1979, p. 56-63.
- (it) « Fra Leonardo Mansueti (it) Perugino e l'antica biblioteca di S. Domenico a Perugia », The memory be Green / con la presentazione di Germano Marri, Grafica Perugia,‎ 1986, p. 33-53.
- (it) « Il rotolo di suppliche dello Studio di Roma a Clemente VII antipapa (1378) », Archivio della Società Romana di Storia Patria, Rome, Società Romana di Storia Patria, no 114,‎ 1991, p. 27-56.

### Monographies enActes de congrèset de conférences
- (it) « Come si tiene un archivio », Atti della prima Settimana d'Arte Sacra per il Clero (8-14 ottobre 1933) / Pontificia Commissione Centrale per l'Arte Sacra in Italia, Spolète, Arti grafiche Panetto e Petrelli,‎ 1934, p. 155-165.
- (it) « Intorno alle "Novae Constitutiones" aggiunte da Innocenzo IV alla raccolta gregoriana delle Decretali », Acta Congressus Iuridici Internationalis VII saeculo a Decretalibus Gregorii IX et XIV a Codice Iustiniano promulgatis (Romae, 12-17 novembris 1934) / Alphonse van Hove, Bruges, Beyaert,‎ 1936, p. 465-475.
- (it) « Le decime pontificie del Lazio nei secoli XIII e XIV », Atti del V Congresso Nazionale di Studi Romani (Roma, 24-30 aprile 1938) / Carlo Galassi Paluzzi, Rome, Istituto di studi romani,‎ 1938, p. 75-82.
- (it) « Una proposta per un indice dei registri pontifici », Informatique et Histoire Médiévale ; communications et débats de la Table ronde CNRS / organisée par l'École française de Rome et l'Institut d'histoire médiévale de l'Université de Pise, Rome, 20-22 mai 1975, Rome, École Française de Rome,‎ 1977, p. 19-29.

### Curatelles
- (it) Bibliografia dell'Archivio Vaticano, a cura della Commissione Internazionale per la Bibliografia dell'Archivio Vaticano, Direttore della Redazione Giulio Battelli, 2 vol., Cité du Vatican, Archivio segreto vaticano, 1962-1966.
- (it) Schedario Baumgarten. Descrizione diplomatica di bolle e brevi originali da Innocenzo III a Pio IX. Riproduzione anastatica con introduzione e indici a cura di Giulio Battelli, vol. I : Innocenzo III - Innocenzo IV (An. 1198-1254), vol. II : Alessandro IV - Benedetto XI (An. 1254-1304), Cité du Vatican, Archivio segreto vaticano, 1965-1966[6].
- I tesori della musica lucchese : fondi storici nella Biblioteca dell'Istituto musicale L. Boccherini: Lucca, Museo nazionale di Palazzo Mansi, 7 aprile-6 maggio 1990 / catalogo della Mostra bibliografica e documentaria, Lucques, =M. Pacini Fazzi, 1990.